# Décret Laval
Le décret Laval est une loi adoptée le 8 mars 1934, visant à contrôler le contenu des films tournés dans les colonies africaines françaises. Elle a été utilisée pour empêcher les cinéastes africains et étranger de filmer en Afrique.

## Histoire
En 1934, le gouvernement français adopte le décret Laval pour empêcher le cinéma de diffuser des messages subversifs ou anticoloniaux. Il est écrit par Pierre Laval, alors ministre des colonies (du 9 février au 13 octobre 1934), qui deviendra une figure centrale du Régime de Vichy. Le décret stipule que « toute personne désirant réaliser des images cinématographiques ou des enregistrements sonores doit adresser une demande écrite au lieutenant-gouverneur de la colonie où le demandeur entend opérer » ou encore que « Toute prise de vue dans une colonie d'Afrique Occidentale française doit être soumise à l'autorisation du lieutenant gouverneur de la colonie concernée ».
La demande comprenait toutes les informations concernant les références professionnelles du demandeur, les scénarios de film ou encore l'accompagnement musical (pour les diapositives). Le décret a restreint le travail des cinéastes africains et européens, de 1934 jusqu'à son annulation au début des années 1960. 
Le décret exigeait l'autorisation du gouvernement français pour tourner et projeter des films dans les colonies françaises et interdisait aux colonisés de se filmer eux-mêmes. Au début des années 1960, lorsque les colonies accèdent à l'indépendance, le décret prend supposément fin.
En 1966, Ousmane Sembène réalise le moyen-métrage La Noire de... afin d'échapper à cette censure (toujours en vigueur dans les faits) et pour permettre à son film d'accéder aux compétitions internationales. Acclamé par la critique, le film est montré durant la Semaine de la critique du Festival de Cannes. Il reçoit le Prix Jean-Vigo ainsi que le Tanit d'or aux Journées cinématographiques de Carthage.